# Libuše (pramen)
Pramen Libuše, dříve Alžbětiných růží, je devátý karlovarský minerální pramen. Nachází se na levém břehu řeky Teplé uprostřed lázeňské čtvrti Karlových Varů. Umístěn je na Mlýnské kolonádě, jeho teplota je 63 °C a vydatnost 2,7 litrů/min. Je volně přístupný.

## Historie
Řeka Teplá měla v místech dnešní Mlýnské kolonády dlouho v cestě překážku v podobě skály sv. Bernarda, která sahala až do poloviny řečiště, a řeku zde ohřívaly divoké vývěry pramenů. Na tomto místě se odedávna plavili koně a místo mělo název Koňské lázně. V letech 1844–1845 byla přečnívající skála odlámána a mohla vzniknout promenádní cesta na levém břehu řeky. Zde byly pak divoké prameny podchyceny a svedeny do jímek.
Vývěr dnešního pramene Libuše byl objeven již roku 1827, ale zachycen byl až v roce 1871 při stavbě nové kamenné kolonády (Mlýnská) architekta Josefa Zítka. Hlavní tehdejší důvod k jeho zachycení a vyvedení bylo zamokřování promenádních prostor. Tehdy byla voda přivedena ze čtyř drobných vývěrů z prostoru pod orchestřištěm kolonády do pramenní vázy na kolonádě. Původní název pramene byl Alžbětiných růží (po tehdejší rakouské císařovně Alžbětě Bavorské, zvané Sissi), současný název získal pramen v roce 1947.

## Současný stav
Pramen Libuše je jedním z teplých karlovarských minerálních pramenů. Pro svoji polohu uprostřed lázeňského centra v prostoru největší karlovarské kolonády je hojně navštěvován lázeňskými hosty i turisty. Je jímán 17,6 metrů hlubokým vrtem. Jeho teplota je 63 °C, vydatnost má 2,7 litrů/min. a obsah CO2 550 mg/litr.